# 葉大同
葉大同，清朝政治人物。
同治四年（1865年）乙丑科進士。光绪四年（1878年），擔任清朝廣州府南海縣知縣。后由袁祖安接任。